# Pokémon TCG
Pokémon Trading Card Game er et samlekortspil, som er baseret på Pokémon-spilserien, som første gang blev vist frem i Japan i Oktober 1996. Det er lavet af Nintendo, som også opfandt Pokémon.

## Regler
Pokémon TCG går ud på, at få alle modstanderens Pokémons "slået ud". Det kan godt tage lang tid, og det kræver tit en god strategi. De Pokémons som man vælger har alle sammen HP (Hit Points), som viser, hvor mange "slag" den valgte Pokémon skal have. Den Pokémon som skal angribe har i nogle tilfælde flere forskellige angreb, og det er på den måde, at man slår modstanderen ud. Nogen angreb skader slet ikke, men har en anden virkning, der f.eks. får modstanderens Pokémon til at falde i søvn eller til at blive forvirret.

### Hvordan man vinder
Der er tre forskellige måder, som man kan vinde på.
- Ved at få alle 6 prize-korts, som man får fra starten af spillet. Man må tage et prize-kort hver gang, at en af modstanderens Pokémon bliver slået ud.
- Ved at modstanderen mister sit aktive kort og ikke har andre Pokémon i spil.
- Ved at modstanderen ikke har flere kort tilbage i bunken.

### Kort-typer
Der er også tre forskellige Kort-typer, som man kan bruge når man spiller. De vigtigste er Pokémon-kort og Energi-kort (Energy), men det er også godt at have et træner-kort (Trainer), da det kan give en lov til at trække en ny Pokémon fra bunken eller andre ting.

### Pokémon Kort
Pokémon-kortene er hele idéen med spillet. De skal bruges til at angribe og forsvare sig med. En Pokémon kan ikke angribe uden Energi-kort, og den kan kun angribe én gang per omgang. Man kan have 6 Pokémon i spillet på samme tid, én aktiv som skal angribe og forsvare og op til fem Pokémon på "bænken", som kan skiftes ud med den aktive. Pokémon-kortene har et billede og den samme "funktion", som den har i spillene og filmene.